# Lierne-Nationalpark
Der Lierne-Nationalpark (norwegisch Lierne nasjonalpark, südsamisch Lijre) ist ein 333 km² großer norwegischer Nationalpark an der Grenze zu Schweden. Der Park liegt in der Provinz Trøndelag und gehört zur Gemeinde Lierne. Westlich des Lierne-Nationalparks liegt, ebenfalls in der Gemeinde Lierne, der Blåfjella-Skjækerfjella-Nationalpark. Beide Parks wurden am 17. Dezember 2004 eröffnet.
Der Park wurde gegründet, um den sich im Park befindenden Gebirgszug mit seiner besonderen Flora und Fauna zu schützen. Zusammen mit den Naturschutzgebieten, wie dem Hotagsfjellene, auf schwedischer Seite bildet der Lierne ein großes Wald- und Bergareal, das bisher weitestgehend von menschlichen Eingriffen verschont blieb. Besonders die Berge im Zentrum des Parkes weisen eine charakteristische alpine Tierwelt auf.

## Geografie, Landschaft und Geologie
Der Park liegt nördlich des Sørlivassdraget und im Osten an der schwedischen Grenze sowie den Flüssen Hestkjølen und Muru. Der Lierne liegt außerdem auf der Wasserscheide zwischen der Ostsee und dem Europäischen Nordmeer. Im Allgemeinen ist das Gebiet relativ flach.
Die Landschaft ist geprägt von Moränen- und Lösslandschaften, wie Osen, welche vor rund 10.000 Jahren während und nach der letzten Eiszeit entstanden. Die höchsten Berge sind der Hestkjøltoppen mit 1390 m.o.h. und der Merrafjellet mit 1266 m.o.h. Beide Berge liegen im Hestkjølplatået Hochplateau. 

## Flora und Fauna
Aufgrund des felsigen Untergrundes und des kalten alpinen Klimas gestaltet sich die Vegetation im Park äußerst spärlich. Dennoch gibt es im Park einige Krummästige-Birkenwälder, Feuchtgebiete und Moore, die allesamt jedoch eher spärliche Vegetation aufweisen.
Die größten Säugetiere im Park sind Polarfuchs, Luchs, Vielfraß, und Bär.
Die Vogelwelt wird dominiert von Wasservögeln wie Stelzenläufern, Enten, Odinshühnchen, Alpenstrandläufer, Mornellregenpfeifer, Falkenraubmöwe, aber auch von Steinadler. Die Seen im Park zeichnen sich durch einen reichlichen Fischbestand (vor allem Forelle) aus, was sie zu einem beliebten Angelgebiet macht.

## Kulturerbe
Im Park fand man Relikte früh-norwegischer Besiedlung aus der Bronzezeit, wie diverse Jagdutensilien und sogar einen Rennofen aus dem 6. Jahrhundert. Des Weiteren fand man aber auch Spuren samischer Besiedlung, wie die Reste von Häusern, Treffpunkte, Grabstätten und heiligen Stätten.

## Tourismus und Verwaltung
Der Park eignet sich eher weniger zum entspannten Wandern und Urlauben, da es kaum Wanderwege gibt und die Region sehr gebirgig ist. Dennoch gibt es sowohl innerhalb als auch außerhalb des Parkes einige Touristen- und Übernachtungshütten. 
Nördlich des Parkes führt die Reichsstraße 74 und im Südwesten die Reichsstraße 765 vorbei, die beide nahezu an den Nationalpark angrenzen.